# Low Beck
Der Low Beck ist ein Fluss im Lake District, Cumbria, England. Der Low Beck entsteht in der Mirkiln Cove westlich des Steeple. Der Fluss fließt in nördlicher Richtung bis zu seiner Mündung in den River Liza.